# Kameanka, Izeaslav
Kameanka (în ucraineană Кам'янка) este un sat în comuna Kuniv din raionul Izeaslav, regiunea Hmelnîțkîi, Ucraina.

## Demografie
Componența lingvistică a localității Kameanka
     Ucraineană (97,93%)
     Rusă (2,07%)
Conform recensământului din 2001, majoritatea populației localității Kameanka era vorbitoare de ucraineană (97,93%), existând în minoritate și vorbitori de rusă (2,07%).